# Monica Cole
Monica Mary Cole, née le 5 mai 1922 et morte le 8 janvier 1994 à Londres, est une géographe britannique considérée comme l'une des pionnières de la biogéographie, de la géobotanique de terrain et de la télédétection. Elle étudie les liens entre ressources minières et végétation, notamment en Afrique du Sud et en Australie mais aussi au Brésil, en Chine et en Finlande. Elle montre notamment que la plante Hybanthus floribundus est un indicateur de nickel et Helichrysum leptolepis de cuivre.
Elle enseigne en tant que professeure dans plusieurs universités d'Afrique du Sud dans les années 1940 puis au Royaume-Uni dans les années 1950 avant d'être nommée présidente de la chaire de géographie au Bedford College de Londres en 1964. Elle participe au développement de cette université pour en faire l'un des principaux centres universitaires de biogéographie du Royaume-Uni.
Monica Cole contribue également à un grand nombre de partenariats et de missions de consultation auprès d'entreprises, d'institutions et structures de recherches au cours de sa carrière et défend le travail de recherche à l'étranger.
Monica Cole reçoit le prix Murchison de la Royal Geographical Society en 1987. Après sa mort, l'institution crée une bourse de voyage de recherche pour les étudiantes en son nom à partir des fonds qu'elle a légués.

## Biographie

### Formation
Monica Cole est née à Clapham Common à Londres le 5 mai 1922. Elle est la fille aînée de William Henry Parnall Cole, commis de banque, et de Dorothy Mary Thomas.
Elle passe ses premières années à Wimbledon et fréquente la Wimbledon County Grammar School de 1934 à 1940 où elle est reconnue comme une brillante étudiante.
Entre 1940 et 1943, elle fréquente le Bedford College de Londres lors de son premier cycle universitaire et obtient son bachelor de science avec les honneurs en géographie avec une mineure en géologie,.
Cole travaille comme assistante de recherche pour le ministère de l'Aménagement du territoire britannique de 1944 à 1945,. Elle réalise dans le même temps un doctorat qu'elle obtient en 1947 à l'université de Londres avec une thèse sur la géographie économique des matériaux de construction,.

### Carrière

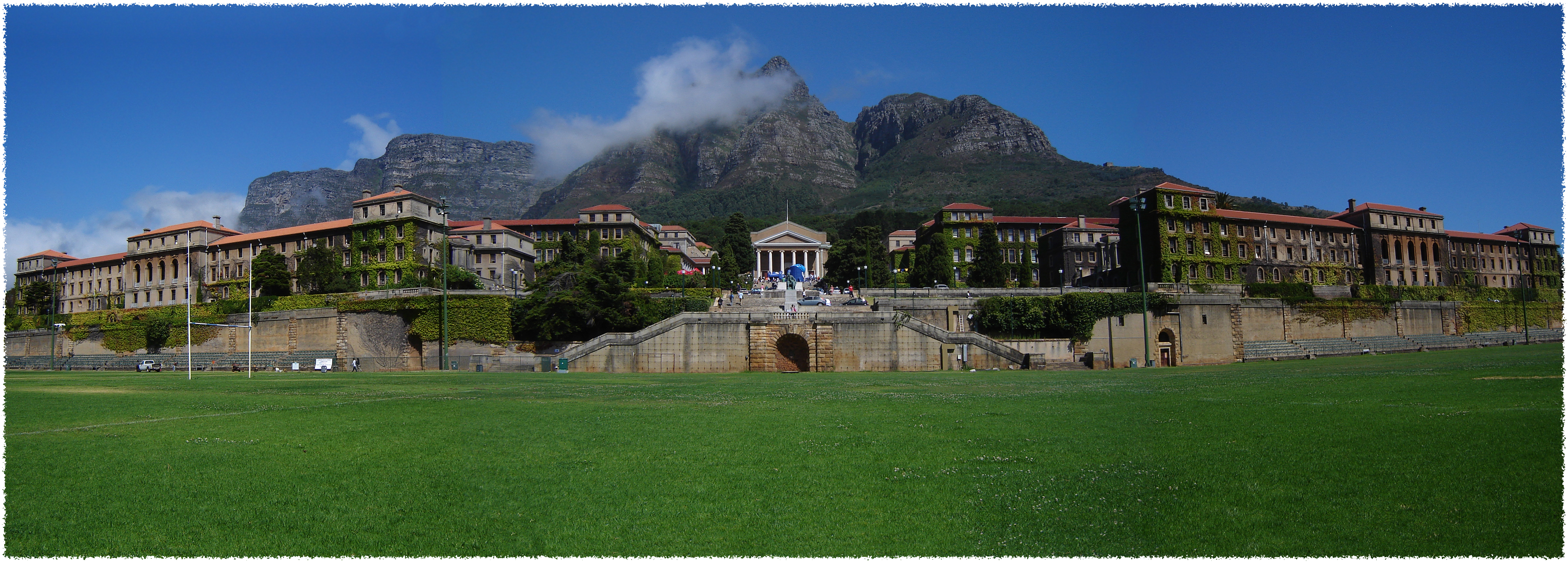
Université de Cape Town, Afrique du Sud

En 1947, Monica Cole est nommée professeur de géographie à l'université de Cape Town. Elle y mène une enquête détaillée sur l'utilisation des terres et des sols et le rendement des cultures affectées par les anomalies climatiques à Elgin, dans le Cap-Occidental. Cette enquêté est considérée comme « l'une des enquêtes sur l'utilisation des terres les plus approfondies et les plus utiles réalisées en Afrique du Sud » par le climatologue Stanley Jackson dans The Geographical Revue.

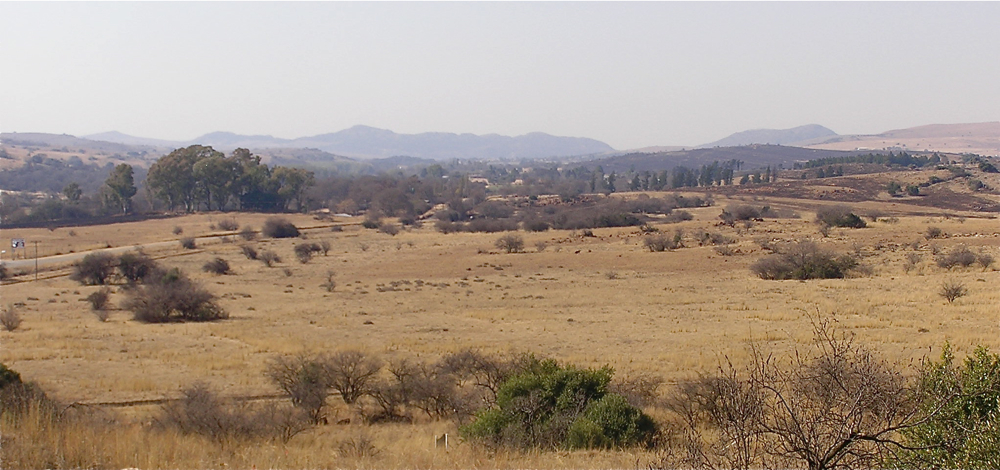
Végétation du Highveld, près de Johannesburg, Afrique du Sud

Lorsqu'elle rejoint le Département de géographie de l'université du Witwatersrand à Johannesburg en 1948, elle s'intéresse aux savanes africaines. Son travail sur les anomalies de la végétation du Highveld et du Lowveld et la recherche de la possibilité d'utiliser les plantes comme indicateurs sont encouragés et soutenus par l'industrie minière, malgré l'opposition de certains géologues concernant la présence d'une femme dans leur domaine.
Monica Cole retourne au Royaume-Uni pour occuper un poste de maître de conférences à l'université Keele dans le Staffordshire en 1951 mais poursuit ses recherches en Australie, en Afrique du Sud et en Amérique du Sud.
En tant que chercheuse auprès du gouvernement du Brésil, elle mène une enquête approfondie sur l'origine et la distribution de la végétation des régions du Cerrado, de la Caatinga et du Pantanal et se concentre sur la manière de faire face au changement climatique et à l'évolution géomorphologique en 1956.
Monica Cole effectue une visite en Australie en 1960 financée par l'entreprise Consolidated Zinc Ltd. et le Commonwealth Scientific and Industrial Research Organization pour travailler sur une nouvelle nomenclature mondiale de la végétation de savane. Elle entreprend un important travail de recherche dans la région de la rivière Dugald dans le nord-ouest du Queensland et plus tard à Bulman au nord du pays pour identifier la minéralisation en cuivre, plomb et zinc dans les plantes indicatrices. Elle étudie ensuite la végétation sur des roches basiques et ultra en Australie occidentale et s'est intéressée à la plante Hybanthus floribundus comme indicateur de nickel.
En 1961, son ouvrage sur la géographie de l'Afrique du Sud, intitulé South Africa, est publié aux éditions Methuen et réédité cinq ans plus tard.
En 1963, elle est nommée présidente de la Société géographique sud-africaine et lors de discours d'investiture, elle affirme son intérêt pour l'exploration des dynamiques des savanes.

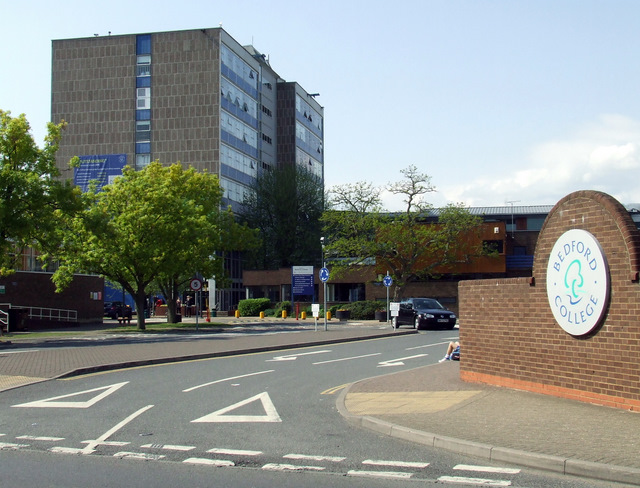
Bedford College, Bedfordshire, Angleterre

En 1964, elle devient titulaire de la chaire de géographie de son ancien établissement d'étude, le Bedford College. Au cours de la décennie suivante, Cole œuvre au développement des installations de recherche biogéographique et à faire de son établissement et de la Royal Holloway, université de Londres, le principal centre universitaire de biogéographie du Royaume-Uni. Le développement du laboratoire d'analyse lui permet de porter des travaux sur l'étude des polluants en Europe.
La publication de son livre Land Use Studies in the Transvaal Lowveld en 1965 l'amène à poursuivre ses travaux sur la prospection du cuivre au Botswana et en Namibie. Elle identifie l'herbe Helichrysum leptolepis comme un indicateur de cuivre,.
Cole étudie le gisement de nickel et de cuivre Empress de la Rhodésie du Sud, indiquant l'importance d'étudier l'échantillonnage des plantes dans un environnement de savane boisée,. Elle travaille dans le nord de la Finlande dans les années 1970,.
Son travail précurseur sur la télédétection la conduit à diriger l'évaluation de l'imagerie satellite ERTS-1, ancien Landsat 1 de la NASA sur les savanes du nord-ouest du Queensland en 1971,. Ses échanges avec la NASA se poursuivent en 1979 dans le cadre d'un projet visant à estimer les utilisations possibles des données de la mission de cartographie de la capacité thermique pour la cartographie géologique.
En 1972, elle participe à l'aménagement des routes nationales au Royaume-Uni en tant que membre du comité consultatif du ministère des transports britanniques,.
En 1975, elle devient la directrice de la recherche en géobotanique, analyse du terrain et utilisation des ressources connexes au Bedford College.
Son dernier ouvrage The Savannas: Biogeography and Geo-botany, publié aux éditions Academic Press en 1986, retrace l'ensemble des recherches sur les régions de savanes,.
En 1987, Monica Cole prend sa retraite mais poursuit ses recherches avec une bourse du fond Leverhulme Trust destiné à la recherche indépendante. Elle devient professeur émérite au Royal Holloway la même année.
De 1990 à 1991, elle mène un projet dans lequel la géobotanique et la télédétection sont utilisées pour localiser les gisements de cuivre, de plomb et de zinc près de Charters Towers dans le Queensland.
Cole contribue en 1992 à l'ouvrage coordonné par les géobotanistes B. A. Robert et J. Proctor, Ecology of Areas with Serpentinized Rocks,.

### Héritage
Monica Cole lègue 10 000 £ à la Royal Geographical Society pour la création d'une bourse de voyage de recherche pour les jeunes femmes étudiant la géographie physique. Mise en place en 1995, elle permet à la bénéficiaire de recevoir 1 000 £ pour financer ses études à l'étranger.
Les archives du Royal Holloway de l'Université de Londres contiennent une collection d'articles relatifs à Cole. Ils comprennent ses papiers personnels et des objets liés à sa carrière de géographe entre 1967 et 1970.

## Distinctions
- 1987 : Prix Murchison de la Royal Geographical Society pour sa contribution majeure à la géographie de l'Afrique du Sud et à la compréhension des savanes[6].

## Principaux ouvrages
- (en) Monica Cole, Land use studies in the Transvaal Lowveld, Geographical Publications, 1956, 55 p. (OCLC 896643899)
- (en) Monica Cole, South Africa, Londres, Methuen, coll. « Methuen's advanced geographies », 1966 (1re éd. 1961), 706 p. (OCLC 420830)
- (en) Monica Cole, The savannas : biogeography and geobotany, Londres, Academic Press, 1986, 438 p. (ISBN 9780121795207, OCLC 21976524)